# جسيمات هاسال
جسيمات هاسال أو (( الجسيمات السَعْتَرِية )) (بالإنجليزية: Hassall's corpuscles)‏ وهي عبارة عن بنائيات موجودة في لب غدة الإنسان الصعترية والتي تتكون من الخلايا اليوزينية من النوع السادس ومن الخلايا الطلائية الشبكية و التي تترتب بشكل مركز.
هذه الجسيمات المتركزة تتكون من كتلة مركزية، وتتكون أيضاً من نوع واحد أو أكثر من الخلايا المحببة ومحفظة مكونة من خلايا طلائية. وتختلف في الحجم مع القطر من 20مايكروميتر إلى أكثر من 100مايكروميتر، وتميل إلى النمو بشكل أكبر مع العمر. وممكن أن تكون دائرية أو بيضوية وتحتوي خلاياها الطلائية على كيراتوهيالين وحزم من الألياف السيتوبلازمية.
الدراسات الأخيرة تشير إلى أن جسيمات هاسال تتمايز من الخلايا الطلائية الصعترية النخاعية بعد فقدانهم التنظيم المناعي الذاتي وسميت نسبة لآرثر هل هاسال الذي اكتشفها في 1846.
وظيفة جسيمات هاسال غير واضحة تماماً في هذا الوقت، وإن عدم وجود هذه الجسيمات في غدة الفئران الصعترية أدى إلى اقتصار ميكانيكية التشريح. المعروف أن جسيمات هاسال تفعل مصدر إنتاج السيتوكاينات ولمفوبويتين سدوي سعتري . في أنبوب المختبر، اللمفوبويتين السدوي السعتري يوجه تمايز الخلايا المتغصنة ويزيد من قدرتها على تحويل الخلايا التوتية إلى Foxp3 + والخلايا التائية التنظيمية . فسيولوجية جسيمات هاسال في جسم الكائن الحي غير معروفة.
تقول الأبحاث في تنظيم جسيمات هاسال في الغدة الصعترية في السنة الأولى من عمر الطفل أن الجسيمات تتكون من نوعين من الخلايا الرئيسية تختلف عن بعضها البعض في أصلها، تركيبها، وظيفتها، كميائيتها الهيستولوجية المَناعِية وخصائص التركيب الدقيق. مكونات وعدد الخلايا المساعدة في جسيمات هاسال يعتمد على درجتها التطورية. العامل الرئيسي في تنظيم جسيمات هاسال هو عملية التكوين، الاستنفار، وتنبيغ أنسجة محددة للمستضد الذاتي لحث تحمل المناعة.
في العقد السابق، وجدت البحوثات نسيج محدد يحتوي على مستضد ذاتي في جسيمات هاسال وشخص دوره في تكوين الأمراض مثل السكري من النوع الأول، التهاب المفاصل الروماتويدي، تصلب متعدد، التهاب الدرقية الناجم عن المناعة الذاتية، متلازمة غودباستشر وأمراض أخرى. واكتشفوا أيضاً أن جسيمات هاسال تكون كيموكين تؤثر على تجمع خلايا مختلفة في نخاع الغدة الصعترية.
على الرغم من ذلك، المعلومات المعنية بالعلاقة بين جسيمات هاسال مع الخلايا الأخرى لنخاع الغدة الصعترية (المتغصنة، العضلية، عصبي صماوي، خلايا الغدة الصعترية، خلايا البلعمة، الخلايا الحمضية، إلخ) تبقى غير كافية وأحياناً متناقضة.
آلية هذه العلاقة ووظيفة تعدادها مازالت غير واضحة تماماً. قلة البيانات لاتسمح لعرض نظامي لعمليات التمايز في الغدة الصعترية.